# Sin señal (canción)
«Sin señal» es una canción del cantante español Quevedo y el cantautor y productor Ovy on the Drums. Es su primera colaboración y fue lanzado como primer sencillo del primer disco de Quevedo Donde quiero estar.

## Antecedentes y lanzamiento
Una semana después de que Quevedo lanzara la «BZRP Music Sessions #52» con Bizarrap, que fue todo un éxito, anunció en sus redes sociales "Sin señal" con el productor Ovy on the Drums. La canción fue lanzada el 22 de julio de 2022.

## Video musical
El video musical fue lanzado el 22 de julio de 2022.

## Posicionamiento en listas
| Lista (2022)        | Mejor posición |
| ------------------- | -------------- |
| España (PROMUSICAE) | 4              |

## Certificaciones
| Región              | Certificación | Ventas  |
| ------------------- | ------------- | ------- |
| España (PROMUSICAE) | Platinum × 5  | 200,000 |